# Гексахлорид дикремния
Гексахлори́д дикре́мния — неорганическое соединение,
хлорпроизводное дисилана с формулой Si2Cl6,
бесцветная жидкость,
гидролизуется водой.

## Получение
- Пропускание паров хлора через силицид кальция:

{\displaystyle {\mathsf {2SiCa_{2}+7Cl_{2}\ {\xrightarrow {120-150^{o}C}}\ Si_{2}Cl_{6}+4CaCl_{2}}}}
полученную смесь галогенидов разделяют фракционной перегонкой при пониженном давлении.
- Пропускание паров хлора через кремний:

{\displaystyle {\mathsf {2Si+3Cl_{2}\ {\xrightarrow {<400^{o}C}}\ Si_{2}Cl_{6}}}}
полученную смесь галогенидов разделяют фракционной перегонкой при пониженном давлении.
- Реакция кремния и хлорида кремния(IV) при высокой температуре:

{\displaystyle {\mathsf {3SiCl_{4}+Si\ {\xrightarrow {1000-1100^{o}C}}\ 2Si_{2}Cl_{6}}}}
полученную смесь галогенидов разделяют фракционной перегонкой при пониженном давлении.

## Физические свойства
Гексахлорид дикремния образует бесцветную жидкость,
гидролизуется водой.